# Нофери-Лаватоијо (Арецо)
Нофери-Лаватоијо је насеље у Италији у округу Арецо, региону Тоскана.
Према процени из 2011. у насељу је живело 212 становника. Насеље се налази на надморској висини од 158 м.